# Les Aventures de Dorothée : Un AMI
Les Aventures de Dorothée : Un AMI est une mini-série française créée par Jean-François Porry, produite par AB Productions, réalisée par Stéphane Bertin, et diffusée entre le 16 septembre 1987 et le 14 octobre 1987 dans l'émission jeunesse de TF1, Club Dorothée, interprétée par son équipe d'animateurs.
Elle a ensuite été remontée en téléfilm unitaire de 60 minutes. Une suite fut prévue en 1988 mais ne verra finalement pas le jour.
Depuis le 19 août 2015, la série est intégralement disponible sur la chaîne Youtube Génération Club Do.

## Synopsis
Les forces du mal venus de la Planète Protéica veulent prendre le contrôle de la Terre. Pour y parvenir, la démoniaque Pendora veut se substituer à Dorothée et utiliser sa renommée auprès des terriens pour réduire ces derniers en esclavage sans qu'eux-mêmes ne s'en aperçoivent. Heureusement, un mystérieux ami de Dorothée intervient : c'est l'ordinateur de Corbier, une machine capable de penser et de parler à la suite d'un malencontreux hasard provoqué par une erreur de branchement de Corbier. Se faisant appeler A.M.I. (Autonome Mémoire Informatique), il prévient Dorothée du terrible danger qui menace la Terre.

## Distribution
- Dorothée : Dorothée
- Ariane Carletti : Ariane
- Jacky : Jacky
- François Corbier : Corbier
- Patrick Simpson-Jones : Patrick
- Dorine Hollier : Pandora
- Patrice Dozier : le réalisateur
- Sylvain Lévignac : Monsieur Léo
- Bernard Deleporte
- Désiré Bastareaud
- Raymond Khamvene
- Hassan Homdami
- Jacques Gallo
- Franck Glemin

## Anecdotes
Désiré Bastareaud, qui joue ici le rôle d'un subalterne de Pendora, se fera surtout connaître quelques années plus tard en interprétant le rôle de Giant Coocoo dans une autre série d'AB Productions : Le Miel et les Abeilles.
Dans un des dialogues de la série, Jean-François Porry en profite pour placer une critique sur Marie Dauphin et Charlotte Kady, les animatrices de l'émission concurrente Récré A2. En effet, dans un épisode, un gendarme demande un autographe à Dorothée pour ses enfants appelées Marie et Charlotte en ajoutant que celles-ci ne regardent que Dorothée à la maison car elles détestent "les deux gourdes sur l'autre chaîne".
Une cassette vidéo des Aventures de Dorothée fut commercialisée en septembre 1990 regroupant les cinq épisodes mis bout à bout, prenant ainsi la forme d'un moyen-métrage de 60 minutes.